# Liste des navires de la Garde côtière srilankaise

## Liste des navires de la Garde côtière srilankaise
| Classe                      | Photo | Constructeur                                                       | Nombre                                        | Remarque              |
| --------------------------- | ----- | ------------------------------------------------------------------ | --------------------------------------------- | --------------------- |
| Classe Vikram (1983)        |       | Goa Shipyard Vasco da Gama (Goa) Chantier naval MazagonBombay Inde | - SNLS Sagara (P622) - SLCGS Suraksha (P60)   |                       |
| VARD 7 085                  |       | Colombo Shipyard Sri Lanka                                         | 3 patrouilleurs de 85 m                       | Type classe Protector |
| Patrouilleur rapide de 30 m |       | Chantier naval Sumidagawa Japon                                    | - SLCG 501Samadraraksha - SLCG 502 Samaraksha |                       |
| Stabicraft                  |       | Australie                                                          | 3                                             |                       |
| Classe Colombo              |       | Colombo Shipyard Sri Lanka                                         | 10                                            |                       |
| Inshore Patrol Crafts       |       | Colombo Shipyard Sri Lanka                                         | 10                                            |                       |